# Love Don't Hate It
Love Don't Hate It is een nummer van de Nederlandse zanger Duncan Laurence. Het werd uitgebracht op 23 oktober 2019, als tweede single van zijn ep Worlds on Fire door Spark Records.
Het nummer is de opvolger van Arcade, waarmee Laurence het Eurovisiesongfestival 2019 won. De single kreeg een gouden certificering.
Laurence noemde het "een lied over vechten om wie je bent en van wie je kiest te houden" en zijn "antwoord tegen de haat in de wereld, dat altijd zal proberen om af te breken waar we het meest naar verlangen: liefde".

## Live-optredens
Duncan Laurence bracht het nummer op 23 oktober 2019 in première tijdens het televisieprogramma De Wereld Draait Door. De dag daarna trad hij met het nummer nog een keer op bij het radioprogramma Jan-Willem Start Op.